# Gabriela Borrelli Azara
Gabriela Borrelli Azara (Monte Grande, provincia de Buenos Aires, 1980) es una escritora, conductora de radio y crítica literaria argentina. Es licenciada en Letras y locutora. Dicta talleres de lectura y poesía y también colabora en distintos medios gráficos. Ha publicado varios libros: dos de poesía y una compilación de textos fundamentales del feminismo. Su primera novela, Vidrio, se publicó a mediados de 2020.

## Biografía
Gabriela nació en Monte Grande, provincia de Buenos Aires, Argentina, en 1980. Estudió Letras en la Facultad de Ciencias Sociales de la Universidad Nacional de Lomas de Zamora (UNLZ) y Locución en el Instituto Superior de Enseñanza Radiofónica (ISER). Comenzó a trabajar en radio a los 20 años, primero como productora y después como conductora, en programas dedicados a la difusión de la literatura en Radio Nacional, Radio Del Plata, AM 750, Futurock FM, donde actualmente integra el programa Segurola y Habana, también participa como conductora en Aquí, Argentina, transmitido por un canal de streaming llamado Gelatina. 
Escribe artículos sobre poesía latinoamericana y colabora para diferentes medios gráficos, principalmente para el diario Página/12 de Buenos Aires. En 2015 publicó su primer libro de poemas, Océano (editorial Lamás Médula), en 2018 una compilación de textos fundamentales del feminismo, Lecturas feministas (Ediciones Futurock), en 2019 un libro de poemas, Hamaca Paraguaya (Patronus Ediciones) y a mediados de 2020 saldrá publicada su primera novela, Vidrio (editorial Club Hem). El libro Lecturas feministas pronto ganó popularidad al reunir más de 30 textos de escritoras muy variadas como Safo de Lesbos, Simone de Beauvoir, Sei Shonagon, Eva Duarte, Emmeline Pankhurst y Lohana Berkins. Durante todo 2018, Gabriela recorrió el país y viajó a Uruguay junto a Julia Mengolini para presentar el libro ante auditorios llenos.
Fue editora del suplemento “Poesía Maldito Pan” de la revista Maten al mensajero, organizadora de ciclos de lectura en el Museo del Libro y de la Lengua de Buenos Aires y, en 2017, curadora junto a Verónica Yattah del ciclo “La vuelta entera”, donde lectores y poetas leen un libro de poemas entero. Además, dicta talleres de escritura y lectura de poesía regularmente.
Gabriela además es una ferviente feminista. En 2018, durante el debate sobre la despenalización y legalización del aborto en el Senado de la Argentina, Gabriela fue una de las oradoras invitadas para exponer a favor.